# Паневропски универзитет Апеирон
Паневропски универзитет Апеирон је приватни универзитет у Бањој Луци. Поред сједишта у Бањој Луци, такође посједује одјељења у Бијељини и Новом Граду. Састоји се од седам факултета на којима пружа основне, мастер и докторске академске студије. Приватни је универзитет с највише студената у Републици Српској и један од три најбоља приватна универзитета у Босни и Херцеговини.

## Историја
Паневропски универзитет Апеирон је непрофитна образовна и научна установа која у оквиру матичне дјелатности високог образовања, самостално и/или у сарадњи са иностраним партнерима изводи основне академске студије првог циклуса, специјалистичке и мастер студије другог циклуса и докторске студије трећег циклуса, програми цјеложивотног учења (доживотно учење) и стално стручно усавршавање и усавршавање. Универзитет такође спроводи основна и примењена истраживања у главним научним областима акредитованих студијских програма, као и истраживања која служе у циљу развоја образовне делатности.
Послује на основу лиценце Министарства просвјете и културе Републике Српске. Универзитет је основан 2005. године и као високошколска установа уписан је у судски регистар Основног суда у Бањој Луци под бројем: У/И 4847/05, као и у Регистар високошколских установа Министарства просвјете и културе Републике Српске под бројем 11-И/08. Универзитет има дозволу за извођење наставе на даљину.
Паневропски универзитет обавља високошколску дјелатност у сједишту установе у Бањој Луци и ван сједишта на лиценцираним студијским програмима и циклусима у Бијељини и Новом Граду. Одлука о испуњавању услова и дозвола за рад и извођење лиценцираних студијских програма су јавне исправе које Паневропски универзитет ставља на увид јавности путем своје интернет странице и на друге погодне начине.

## Организација
Паневропски универзитет Апеирон се састоји од седам факултета:
- Факултет пословне економије
- Факултет правних наука
- Факултет информационих технологија
- Факултет спортских наука
- Факултет здравствених наука
- Факултет филолошких наука
- Саобраћајни факултет